# 郑婉华
郑婉华（1966年2月—），女，汉族，生于吉林省吉林，中国微电子学与固体电子学家，中国科学院半导体研究所研究员、博士生导师，中国科学院院士。